# Вісковський В'ячеслав Казимирович
В'ячеслав Казимирович Вісковський (*1881, Одеса — † 1933) — актор, режисер.
В 1904 році закінчив Московське імператорське театральне училище. Грав в театрах Катеринбурга, Києва, Астрахані, Смоленська. З 1913 року починає займатися кіно. В 1915 році розпочинає режисерську діяльність. Поставив понад 40 фільмів. В Україні знімав фільми в Одесі після того, як туди в 1918 році переїхав Т/д Д. І. Харитонова.
Автор книги «Мої 20 років в кіно».

## Вибіркова фільмографія
- 1913 — «Біла колонада»
- 1915 — «Батьки і діти»
- 1918 — «Міщанська трагедія»
- 1918 — «Останнє танго»
- 1918 — «Брехня»
- 1918 — «Мовчи суме... мовчи...» (у співавт. з П. Чардиніним та Ч. Сабінським)
- 1918 — «В чаду опіуму»
- 1921 — «Життя перемагає» (знято в Німеччині)
- 1928 — «Третя дружина мулли»

За останні фільми почалося у пресі цькування, всі його фільми були зняті з прокату. Був вимушений припинити постановочну діяльність, в останні роки життя заробляв епізодичними ролями в кіно.